# Yarbrough & Peoples
Yarbrough & Peoples var en amerikansk R&B duo fra Dallas, Texas. Duoens største hit var singlen "Don't Stop the Music" fra 1980.
| Musikgruppe | Spire Denne artikel om en amerikansk musikgruppe er en spire som bør udbygges. Du er velkommen til at hjælpe Wikipedia ved at udvide den. |